# Shōta Arai (Fußballspieler, 1985)
Shōta Arai (japanisch 新井 翔太 Arai Shōta; * 7. April 1985 in der Präfektur Saitama) ist ein japanischer Fußballspieler.

## Karriere
Arai erlernte das Fußballspielen in der Jugendmannschaft von Urawa Reds. Seinen ersten Vertrag unterschrieb er 2004 bei Urawa Reds. Der Verein spielte in der höchsten Liga des Landes, der J1 League. 2007 wechselte er zum Zweitligisten Ehime FC. Für den Verein absolvierte er 11 Ligaspiele. Ende 2007 beendete er seine Karriere als Fußballspieler.

## Erfolge
Urawa Reds
- J1 League

Meister: 2006
Vizemeister: 2004, 2005
- J.League Cup

Finalist: 2004
- Kaiserpokal

Sieger: 2005, 2006